# La ragazza dalla pelle di luna
La ragazza dalla pelle di luna è un film del 1972 diretto da Luigi Scattini.

## Trama
Alberto è un ingegnere, Helen una fotografa di riviste chic. I due sono sposati da alcuni anni, ma il loro matrimonio attraversa un periodo di crisi; per riavvicinarsi i due decidono di fare un viaggio alle Seychelles. Sull'isola Alberto incontra in una discoteca Simoa, una bellissima ragazza locale di colore. I due fanno subito l'amore. Simoa fa da guida turistica alla coppia. Alberto s'innamora di lei e si sente ritemprato, come se avesse trovato il senso d'una vita più libera e autentica. Helen, scoperto il tradimento, inizia una relazione con Giacomo, uno scrittore di racconti d'avventura; una battuta di caccia allo squalo porterà un maremoto all'interno degli animi e alla fine la coppia si riavvicinerà.

## Produzione
La pellicola ha come protagonisti Zeudi Araya, al suo debutto cinematografico, e Ugo Pagliai.

## Colonna sonora
| Recensione | Giudizio |
| ---------- | -------- |
| AllMusic   |          |

La colonna sonora del film fu composta da Piero Umiliani e pubblicata in LP dalla Omicron. L'album è stato ristampato nel 1999 in LP e CD dalla Easy Tempo e nel 2016 in CD dalla Schema Records.

### Tracce
Lato A
1. Pelle di luna – 3:23
2. La ragazza dalla pelle di luna – 2:04
3. Addio all'isola felice – 3:20
4. Tanto tempo fa – 2:13
5. Mahe' – 2:39
6. Un'isola felice – 3:27
7. Tanto tempo fa – 1:39

Durata totale: 18:45
Lato B
1. Seychelles, Isole Dimenticate – 3:09
2. L'Ultima Spiaggia – 2:50
3. Ricordandoti – 2:53
4. Seyga-Seyga – 2:09
5. Nostalgia Dell'Isola – 1:35
6. Stella Del Sud – 2:52
7. Pelle Di Luna – 3:13

Durata totale: 18:41

## Accoglienza

### Critica
(FilmTv.it)